# Escudo de Suecia

Estandarte personal del rey de Suecia, con las armas grandes.

El Escudo de Armas del Reino de Suecia tiene dos versiones: uno grande y otro pequeño, fueron adoptados en 1905 y codificados en una ley tres años después. Con algunos cambios menores, estas dos versiones se han mantenido en la ley que los regula en la actualidad, vigente desde 1982. 
Las descripciones heráldicas o blasonamientos de los escudos pequeño y grande de Suecia son las siguientes:

De azur, tres coronas abiertas de oro, bien colocadas, engastadas de piedras preciosas y compuestas de cuatro florones, tres a la vista.

Al timbre la corona real sueca, cerrada, que es un círculo de oro con bordes en sus extremos, engastado de piedras preciosas, adornado de ocho florones, cinco a la vista, interpolados de perlas y de los que parten sendas diademas sumadas de perlas, que convergen en un orbe de azur, con el semimeridiano y el ecuador de oro, sumado de cruz de lo mismo. La corona forrada de púrpura.

Cuartelado de una cruz llena y patada de oro; en el primero y en el cuarto, de azur, tres coronas abiertas de oro, bien colocadas, engastadas de piedras preciosas y compuestas de cuatro florones, tres a la vista; en el segundo y tercero, de azur, tres barras ondadas de plata, brochante un león rampante de oro, linguado y armado de gules, coronado de oro; sobre el todo, en escusón partido, en 1.°, terciado en banda de azur, plata y gules, brochante gavilla de oro, en 2.°, de azur, puente defendido de plata sobre ondas de azur y plata, acompañado en jefe de un águila azorada y contornada de oro sobre un haz de rayos y surmontada de la constelación de la Osa Mayor de lo mismo.

Al timbre la corona real sueca, cerrada, que es un círculo de oro con bordes en sus extremos, engastado de piedras preciosas, adornado de ocho florones, cinco a la vista, interpolados de perlas y de los que parten sendas diademas sumadas de perlas, que convergen en un orbe de Azur, con el semimeridiano y el ecuador de oro, sumado de cruz de lo mismo. La corona forrada de púrpura.
El escudo rodeado del collar de la Real Orden de los Serafines. Por soportes, dos leones reguardantes y horquillados, de oro, linguados y armados de gules, coronados de la corona real; y terrazados de lo mismo.
El todo colocado bajo un manto real de púrpura, guarnecido de oro y forrado de armiño, alzado con cuerdas de oro que terminan en borlas de lo mismo; sumado de la corona real.

## Descripción general
El escudo grande es un cuartelado, al encontrarse dividido en cuatro cuarteles:
|  | Cruz llena y patada de Oro           | Cruz llena y patada de Oro | Cruz amarilla que divide al escudo en cuatro partes, llegando a los bordes del escudo, cuyos brazos se estrechan al llegar al centro y se ensanchan en los extremos. |
|  | 1.er y 4.º cuartel                   | Escudo Pequeño: Armas de Suecia | El símbolo nacional de las Tres Coronas. Consiste en un fondo azul (de Azur en terminología heráldica) con tres coronas abiertas amarillas, situadas dos sobre una (de Oro y bien colocadas). |
|  | 2.º y 3.er cuartel                   | Blasón de los Folkungar. | Sobre campo azul, tres tiras o franjas que atraviesan el escudo desde su parte superior izquierda hasta la inferior derecha, con bordes con forma de ondas (de Azur, tres barras ondadas de Plata). Sobre el campo y las franjas aparece representado un león amarillo, erguido y apoyado sobre una de sus patas, con lengua y uñas rojas, y una corona también amarilla (brochante un león rampante linguado y armado de Gules, coronado de Oro). |
|  | Escusón o sobrescudo                 | Escusón o sobrescudo | Contiene los elementos heráldicos de la dinastía. Se encuentra dividido en dos partes (partido): \| \| 1.º Armas de la Dinastía Vasa. \| Una gavilla sobre un fondo dividido en tres franjas diagonales de color azul, blanco y rojo que parten de la parte superior derecha hasta la inferior izquierda (terciado en banda de Azur, Plata y Gules, brochate gavilla de Oro). \| \| \| 2.º Armas de la Dinastía Bernadotte. \| Blasón azul con un puente con torres de color blanco bajo la Osa Mayor y el águila napoleónica (de Azur, puente defendido de Plata sobre ondas de Azur y Plata, acompañado en jefe de un águila azorada y contornada de Oro sobre un haz de rayos y surmontada de la constelación de la Osa Mayor de lo mismo). \| |
|  | 1.º Armas de la Dinastía Vasa.       | Una gavilla sobre un fondo dividido en tres franjas diagonales de color azul, blanco y rojo que parten de la parte superior derecha hasta la inferior izquierda (terciado en banda de Azur, Plata y Gules, brochate gavilla de Oro).                                                                            | |
|  | 2.º Armas de la Dinastía Bernadotte. | Blasón azul con un puente con torres de color blanco bajo la Osa Mayor y el águila napoleónica (de Azur, puente defendido de Plata sobre ondas de Azur y Plata, acompañado en jefe de un águila azorada y contornada de Oro sobre un haz de rayos y surmontada de la constelación de la Osa Mayor de lo mismo). | |

Adornos exteriores: 
|  | Corona Real de Suecia                | Corona Real de Suecia                | Consiste en un círculo de oro adornado de piedras preciosas y ocho florones (cinco a la vista) con forma de hojas, intercaladas con ocho puntas más bajas, rematadas con perlas. Los florones sontienen sendas diademas o arcos de oro cargados de perlas y rematados con un orbe azul con su semimeridiano, ecuador y una cruz de oro. En su interior cuenta con un forro de púrpura. La corona se reproduce sobre el escudo propiamente dicho (timbre heráldico), sobre el manto y la lucen los dos soportes. |
|  | Collar de la Orden de los Serafines. | Collar de la Orden de los Serafines. | El collar está formado por once cruces patriarcales esmaltadas de color celeste e igual número de serafines de oro. Del collar cuelga la corona real de Suecia y una cruz de Malta esmaltada de blanco, con un círculo azul su centro rodeado de cruces patriarcales y serafines. En el círculo central aparece escrito el monograma IHS, que se refiere al Santísimo Nombre de Jesús. |
|  | Soportes                             | Soportes                             | A ambos lados del escudo, como si lo custodiaran, aparecen situados dos leones amarillos, erguidos, apoyados sobre una de sus patas y con sus cabezas giradas en dirección opuesta al escudo propiamente dicho (reguardantes). Las colas de los dos leones poseen dos terminaciones (horquillados), poseen lenguas y uñas rojas (linguados y armados de Gules), portan la corona real de Suecia y aparecen situados sobre un pedestal también amarillo (terrazados de lo mismo).                                |
|  | Manto real                           | Manto real                           | El escudo propiamente dicho, el collar, los soportes, el pedestal y la corona real están situados bajo el manto real, de color púrpura. Los bordes del manto están adornados con flecos amarillos (guarnecido de Oro), su interior está forrado con piel de armiño y en los laterales está sujeto con cuerdas amarillas (alzado) con borlas en sus extremos. Sobre el manto, tocándolo, aparece repetida la corona real (sumado).                                                                               |

Tanto las armas grandes como las pequeñas han adoptado la forma de los escudos franceses modernos. En la mayoría de los casos oficialmente se emplea el escudo pequeño, que se limita a los elementos del primer y cuarto cuartel, los propios de Suecia: tres coronas abiertas de oro sobre campo azur (azul), superpuestas dos sobre una. El escudo pequeño está rematado con una corona real y, en algún momento, va rodeado también el collar de la Orden de los Serafines, fundada en 1748 que es la condecoración de mayor rango en Suecia.
El blasón de las tres coronas ha sido utilizado como símbolo de Suecia por lo menos desde 1336. Las tres coronas eran en aquel tiempo un símbolo muy conocido de los Reyes Magos. Otra teoría sobre el significado del escudo señala que el rey Magnus Eriksson (1319–64) lo adoptó como símbolo de su título de «rey de Suecia, Noruega y Escania».
El escudo grande son las armerías del monarca, por extensión de la casa real y también es usado en ocasiones solemnes por el Gobierno y el Parlamento. Su composición fue creada ya en la quinta década del siglo XV en el sello del rey Carlos VIII Knutsson, utilizándose desde entonces. Contiene las armas de las tres coronas, reunidas con el llamado león de los Folkungar, el escudo del linaje que dirigió los destinos de Suecia de 1250 a 1364. Sobre el todo, en el centro del escudo, aparece un escusón con el blasón de la dinastía reinante (Casa de Bernadotte), es decir, el blasón configurado en la segunda década del siglo XIX para el príncipe heredero recién elegido, el mariscal francés Jean Baptiste Bernadotte, que adoptó el nombre de Carlos XIV Juan. En él figura un puente que representa el principado de Pontecorvo en Italia (obsequio a Bernadotte del emperador Napoleón en 1806), el águila napoleónica y las siete estrellas de la constelación Osa Mayor. Junto a la heráldica de los Bernadotte, en la partición izquierda del escusón, se ha mantenido una gavilla sobre un campo tricolor (azul,blanco y rojo) que recuerda a la dinastía de los Vasa (1523–1654).

## Versiones

Versiones del escudo de Suecia
Escudo de Armas Mayores Ornamentado
Escudo de Armas Mayores con el collar de la Orden de los Serafines.
Escudo de Armas Mayores Simplificado
Escudo de Armas Menores con el collar de la Orden de los Serafines.
Escudo de Armas Menores Simplificado
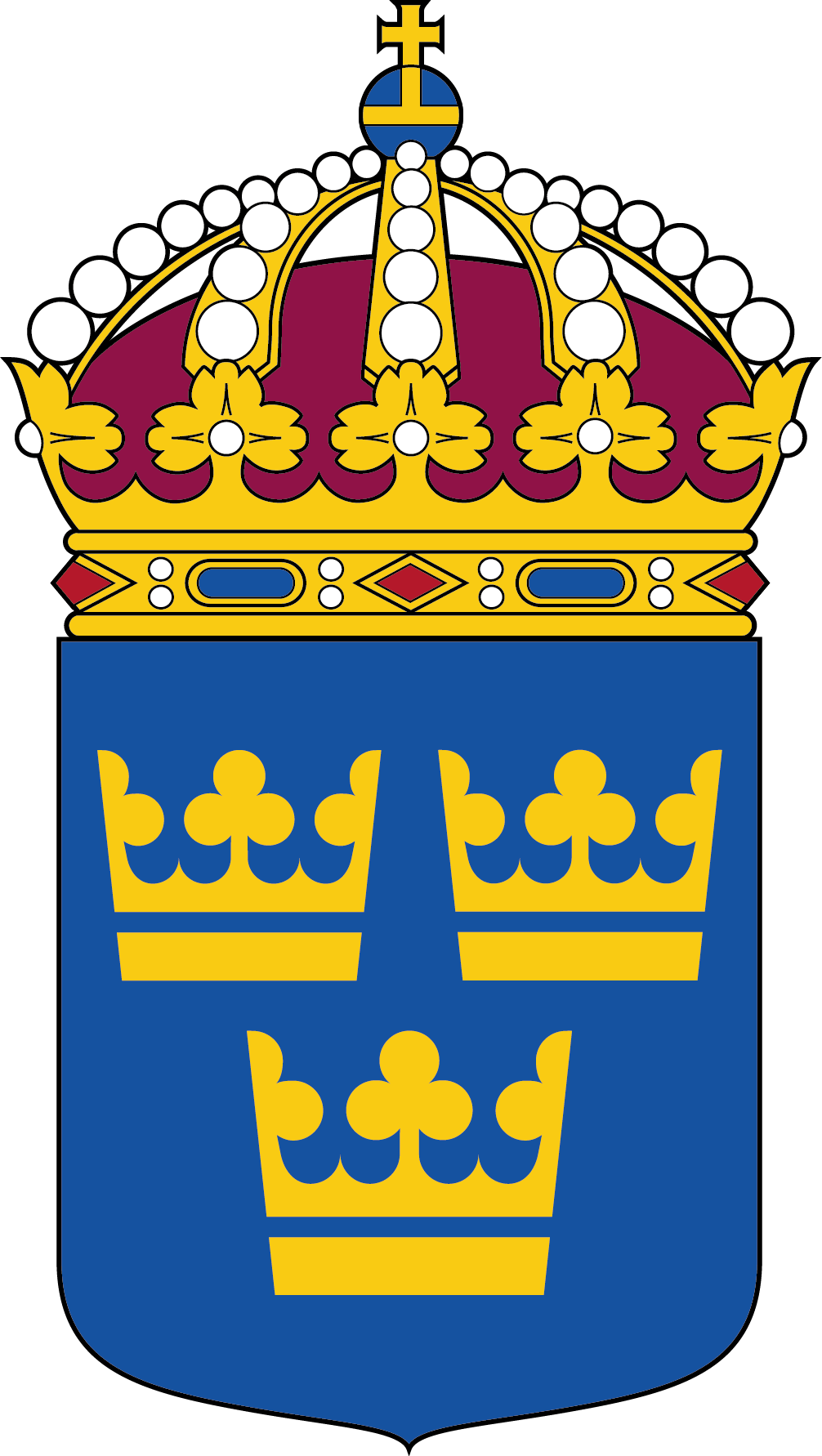
Diseño Gubernamental

Derivadas institucionales
Riksdag (Parlamento)
Ministerio de Defensa
Fuerzas Armadas
Escarapela aeronáutica
Fiscalía General
Autoridad de Delitos Económicos
Servicio de Policía Nacional
Colegio del Tesoro
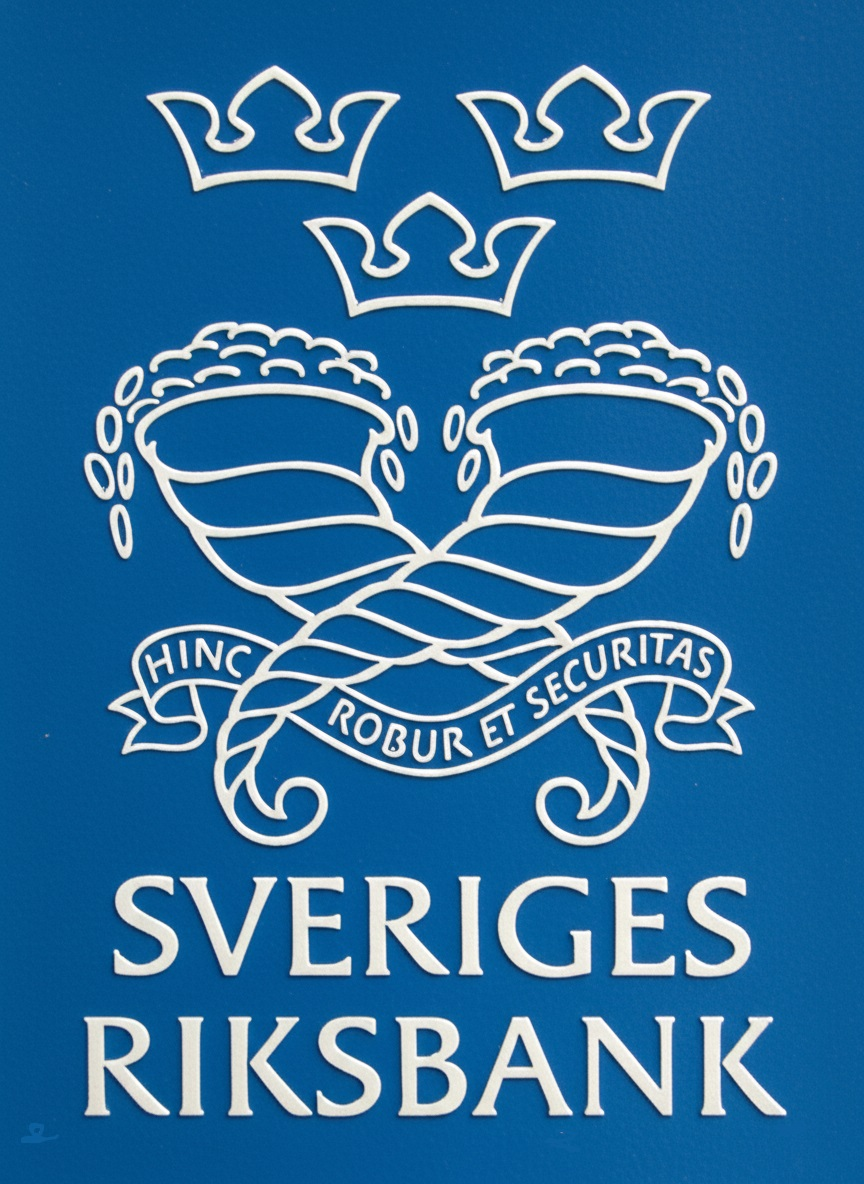
Banco de Suecia

## Evolución histórica
| Sellos y escudos más antiguos de los monarcas suecos 1252-1412 | |
| Sello / Escudo                                                 | Detalles |
|                                                                | Escudo del sello de Valdemar I (1252) Tres leones coronados y leopardados, denominación que recibe el león pasante, apoyado sobre tres patas, que tiene su cabeza de frente. Los colores no han podido determinar. |
|                                                                | Escudo de Magnus Ladulás (1275-1290) Las tres coronas y un blasón con las armas antiguas de Suecia: De Azur sembrado de corazones de Gules, tres barras, de Plata; brochante un león rampante y coronado de Oro.   |
|                                                                | Escudo de Birger I (1290-1319) Las armas antiguas de Suecia. |
|                                                                | Sello de Magnus II Eriksson (1319-1364) Las armas antiguas de Suecia. |
|                                                                | Sello de Alberto (1364-1389) Las armas propias de Suecia. |
|                                                                | Sello de la regente Margarita (1389-1412) Las armas propias de Suecia. |

| Armas reales de Suecia 1412-1982 |                                                                                             | |
| Escudo                           | Titulares y Vigencia                                                                        | Detalles |
|                                  | 1412-1439 Erico                                                                             | 1.º Las armas de Dinamarca. 2.º Las armas propias de Suecia. 3.º Las armas de los Folkungar. 4.º Pomerania. En escusón, Noruega. |
|                                  | 1439-1440 / 1466-1467 / 1470-1497 / 1501-1520 / 1521-1523 Regencias bajo la Unión de Kalmar | Las armas propias de Suecia. |
|                                  | 1442-1448 Cristóbal                                                                         | 1.º y 3.º Las armas de los Folkungar. 2.º y 4.º Las armas de Baviera. En escusón, Dinamarca, Suecia, Noruega y las armas del título de "Rey de los Vándalos". |
|                                  | 1448-1449 / 1450-1457 / 1464-1465 / 1467-1470 Carlos VIII                                   | 1.º y 3.º Las armas propias de Suecia. 2.º y 4.º Las armas de los Folkungar. En escusón, sus armas familiares (Bonde). |
|                                  | 1449-1450 Carlos VIII Rey de Suecia y Noruega                                               | 1.º y 3.º Las armas propias de Suecia. 2.º y 4.º Las armas de Noruega. En escusón, sus armas familiares (Bonde). |
|                                  | 1457 a 1464 / 1497 a 1501 / 1520 a 1521 Cristián I, Juan I y Cristián II                    | 1.º Las armas de Dinamarca. 2.º Las armas propias de Suecia. 3.º Las armas de Noruega. 4.º las armas del título de "Rey de los Vándalos". En escusón, Holstein y Schleswig y sobre el todo del todo Oldemburgo. |
|                                  | 1523-1560 / 1537-1592 Gustavo I y Juan III                                                  | 1.º y 2.º Las armas propias de Suecia. 2.º y 4.º Las armas de los Folkungar. En escusón, las armas de la Casa de Vasa. |
|                                  | 1496-1560 Erico XIV                                                                         | 1.º Las armas propias de Suecia. 2.º Las armas de los Folkungar. 3.º Las armas de Noruega. 4.º Las armas de Dinamarca. En escusón, las armas de la Casa de Vasa. |
|                                  | 1592-1599 Segismundo                                                                        | 1.º y 3.º Las armas del Reino de Polonia. 2.º y 4.º Las armas del Gran Ducado de Lituania. En escusón, las armas de la Casa de Vasa. Las armas propias de Suecia, las de los Folkungar y sobre el todo del todo la Casa de Vasa.                                                                                                  |
|                                  | 1599-1654 Carlos IX, Gustavo II Adolfo y Cristina                                           | 1.º y 3.º Las armas propias de Suecia. 2.º y 4.º Las armas de los Folkungar. En escusón, las armas de la Casa de Vasa. |
|                                  | 1654-1720 Carlos X Gustavo, Carlos XI, Carlos XII y Ulrica Leonor                           | 1.º y 3.º Las armas propias de Suecia. 2.º y 4.º Las armas de los Folkungar. En escusón, las armas de Baviera, Jülich, Ducado de Cléveris, Berg y sobre el todo del todo Electorado del Palatinado. |
|                                  | 1720-1751 Federico I                                                                        | 1.º y 3.º Las armas propias de Suecia. 2.º y 4.º Las armas de los Folkungar. En escusón, las armas de Hersfeld, Condado de Ziegenhain, Katzenelnbogen, Dietz, Nidda, Condado de Schaumburg y sobre el todo del todo Hesse-Kassel.                                                                                                 |
|                                  | 1751-1814 Adolfo Federico, Gustavo III, Gustavo IV Adolfo y Carlos XIII                     | 1.º y 3.º Las armas propias de Suecia. 2.º y 4.º Las armas de los Folkungar. En escusón, las armas de Noruega, Schleswig, Holstein, Stormarn, Dithmarschen y sobre el todo del todo Odelburgo y Delmenhorst. |
|                                  | 1814-1818 Carlos XIII                                                                       | Escudo dividido por una perla o palio que es una pieza semejante a una 'Y'. 1.º En el jefe (parte superior), las armas propias de Suecia. 2.º Las armas de Noruega. 3.º Las armas de la Casa de Folkungar. En escusón, las armas de Schleswig, Holstein, Stormarn, Dithmarschen y sobre el todo del todo Odelburgo y Delmenhorst. |
|                                  | 1818-1844 Carlos XIV Juan                                                                   | Escudo dividido por una perla o palio. 1.º En el jefe (parte superior) Las armas propias de Suecia. 2.º Noruega. 3.º Casa de Folkungar. En escusón, las armas de la Casas de Vasa y Bernadotte. - 1818-1826 - 1826-1844 |
|                                  | 1844-1905 Óscar I, Carlos XV y Óscar II                                                     | 1.º Partido Las armas propias de Suecia (partición superior) y Casa de Folkungar (partición inferior). 2.º Noruega. En escusón, las armas de la Casas de Vasa y Bernadotte. - 1844-1885 - 1885-1905 |
|                                  | 1905-1982 Óscar II, Gustavo V, Gustavo VI Adolfo y Carlos XVI Gustavo                       | 1.º y 3.º Las armas propias de Suecia. 2.º y 4.º Las armas de los Folkungar. En escusón, las armas de la Casas de Vasa y Bernadotte. - 1905-1907 - 1907-1982 |

## Variantes usadas por la familia real
Los escudos de los miembros de la familia real están basados en las armas mayores, introduciendo modificaciones para que se puedan diferenciar. Como el monarca sueco, los varones muestran sus armas en escudos franceses, mientras que las mujeres poseen escudos ovalados que son los propios de las damas. 
Los príncipes por nacimiento, sustituyen los elementos del tercer cuartel, las armas de la Casa de Folkungar, por los del territorio asociado asociado al título que les haya concedido el monarca (habitualmente un ducado). En los casos de la reina consorte o de los príncipes por matrimonio, se retiran los elementos de las dinastías Vasa y Bernadotte del escusón de las armerías de sus consortes, para introducir la heráldica de sus familias. 
En todos los casos, los blasones están adornados con la insignia del grado de la Orden de los Serafines que posea el titular: el collar o la banda de dama o de la gran cruz. La razón es que los escudos de todos los miembros de la familia real a los que se les haya concedido la orden, se exponen sobre planchas de cobre en la cámara de la orden del Palacio Real de Estocolmo hasta su fallecimiento.
Solo la reina consorte y la heredera al trono cuentan con una versión adornada también con los soportes y el manto real. Los príncipes sustituyen la corona real por la propia de su título, que Suecia es abierta y cuenta con un original diseño al estar adornada con la gavilla de los Vasa y puntas con perlas y pedrería. 
| Escudos de la familia real sueca |                      |                                                                               | |
| Escudo                           | Escudo               | Titular                                                                       | Detalles |
| Versión ornamentada              | Versión simplificada | Titular                                                                       | Detalles |
|                                  |                      | La reina Silvia                                                               | En escudo ovalado, las armas mayores de Suecia. Como diferencia, un escusón con sus armas de familiares (armas paternas) en vez las dinásticas: Partido.1.º de Gules. 2.º de Oro. Del uno al otro una flor de lis. |
|                                  |                      | La princesa heredera Victoria, duquesa de Vestrogotia                         | En escudo ovalado, las armas mayores de Suecia. En la versión ornamentada, junto a la corona propia de los herederos sobre el manto (azul en vez de púrpura), se muestra la corona real en el timbre del escudo propiamente dicho. Como diferencia, en el tercer cuartel, las armas de Vestrogotia: Tajado. 1.º de Sable. 2.º de Oro. Del uno al otro un león rampante, armado y linguado de Gules; el león acompañado en la primera partición de dos estrellas de seis puntas de Plata. |
|                                  |                      | El príncipe Daniel, duque de Vestrogotia Consorte de la princesa Victoria     | En escudo francés, las armas de su esposa. Como diferencia, un escusón con las armas concedidas a su familia, basadas en las de Ockelbo, la localidad donde pasó su infancia: Tajado en ramitado. 1.º de Oro. 2.º de Azur, cargado de un martillo colocado en barra de Oro. |
|                                  |                      | La princesa Estela, duquesa de Ostrogotia                                     | En escudo ovalado, las armas mayores de Suecia. Como diferencia, en el tercer cuartel, las armas de Ostrogotia: De Gules, un grifo dragonado de Oro, picado, membrado, linguado y armado de Azur; el grifo cantonado de cuatro rosas de Plata. |
|                                  |                      | El príncipe Óscar, duque de Escania                                           | En escudo francés, las armas mayores de Suecia. Como diferencia, en el tercer cuartel, las armas de Escania: De Oro, una cabeza de grifo de Gules, picada, linguada y coronada de Azur. |
|                                  |                      | El príncipe Carlos Felipe, duque de Vermelandia                               | En escudo francés, las armas mayores de Suecia. Como diferencia, en el tercer cuartel, las armas de Vermelandia: De Plata, un águila de Azur, picada, membrada y linguada de Gules. |
|                                  |                      | La princesa Sofía, duquesa de Vermelandia Consorte del príncipe Carlos Felipe | En escudo ovalado, las armas de su esposo. Como diferencia, un escusón con las armas concedidas a su familia, basadas en las de Älvdalen (Dalarna), la localidad donde pasó su infancia: De Plata, un monte de tres cerros de Gules moviente de la punta, el cerro central más alto que los laterales; el jefe ondado de Azur. |
|                                  |                      | El príncipe Alejandro, duque de Sudermania                                    | En escudo francés, las armas mayores de Suecia. Como diferencia, en el tercer cuartel, las armas de Sudermania: De Oro, un grifo de sable, picado, membrado, linguado y armado de Gules. |
|                                  |                      | El príncipe Gabriel, duque de Dalecarlia                                      | En escudo francés, las armas mayores de Suecia. Como diferencia, en el tercer cuartel, las armas de Dalecarlia: De Azur, dos saetas de Oro, apuntadas de Plata, puestas en sotuer y surmontadas de una corona abierta de oro. |
|                                  |                      | La princesa Magdalena, duquesa de Helsingia y Gestricia                       | En escudo ovalado, las armas mayores de Suecia. Como diferencia, en el tercer cuartel las armas de Helsingia y Gestricia: Partido. 1.º de Sable, una cabra saltante de Oro, astada y armada de Gules; 2.º de Plata sembrado de roeles de Azur, un alce pasante de Gules, astado y armado de Oro. |
|                                  |                      | La princesa Leonor, duquesa de Gotland                                        | En escudo ovalado, las armas mayores de Suecia. Como diferencia, en el tercer cuartel las armas de Gotland: De Azur, un carnero pasante de Plata, astado y armado de Oro, y una bandera farpada de Gules, resaltada y astada de Oro, el asta cimada de una cruz griega de lo mismo. |
|                                  |                      | El príncipe Nicolás, duque de Angermannia                                     | En escudo francés, las armas mayores de Suecia. Como diferencia, en el tercer cuartel, las armas de Angermannia: De Azur, tres salmones puestos en palo y contornado el central, de Plata, aletados y colados de Gules. |
|                                  |                      | La princesa Adriana, duquesa de Blekinge                                      | En escudo ovalado, las armas mayores de Suecia. Como diferencia, en el tercer cuartel, las armas de Blekinge: De Azur, un roble arrancado de oro con tres coronas abiertas en su tronco colocadas en palo. |